# Popis masonskih velikih loža u Srednjoj Americi
Slobodno zidarstvo je prisutno u velikoj većini država u Srednjoj Americi. U svakoj srednjeameričkoj državi, osim u Meksiku, je prisutna po jedna regularna velika loža priznata od Ujedinjene velike lože Engleske, dok je više od jedne velike lože liberalnog i adogmatskog ustroja prisutno u nekim državama. U Meksiku su regularne velike lože organizirane prema saveznim državama.

## Američki Djevičanski otoci
- Prince Hall velika loža Kariba i jurisdikcija (engl. Prince Hall Grand Lodge of the Caribbean and its Jurisdiction), skraćeno PHGLC,[1] je Prince Hall regularna velika loža u Američkim Djevičanskim otocima, kao i Barbadosu, Antigvi i Barbudi, Gvadalupeu, Gvajani, Martiniku, Svetoj Luciji i nizozemskom Svetom Martinu.
- Kotarska velika loža Barbadosa i istočnih Kariba (District Grand Lodge of Barbados and the Eastern Caribbean), skraćeno DGLBEC,[2] je kotarska velika loža u strukturi Ujedinjene velike lože Engleske (UGLE) koja djeluje Američkim Djevičanskim otocima te Barbadosu, Antigvi i Barbudi, Dominiki, Grenadi, Svetoj Luciji i Svetom Vincentu i Grenadiniju, kao i u britanskim zavisnim područjima Angvila, Britanski Djevičanski otoci i Montserrat.

## Antigva i Barbuda
- Prince Hall velika loža Kariba i jurisdikcija (engl. Prince Hall Grand Lodge of the Caribbean and its Jurisdiction), skraćeno PHGLC,[1] je Prince Hall regularna velika loža u Antigvi i Barbudi, kao i Barbadosu, Gvadalupeu, Gvajani, Martiniku, Svetoj Luciji i nizozemskom Svetom Martinu i Američkim Djevičanskim otocima.
- Kotarska velika loža Barbadosa i istočnih Kariba (District Grand Lodge of Barbados and the Eastern Caribbean), skraćeno DGLBEC,[2] je kotarska velika loža u strukturi Ujedinjene velike lože Engleske (UGLE) koja djeluje Antigvi i Barbudi te Barbadosu, Dominiki, Grenadi, Svetoj Luciji, Svetom Vincentu i Grenadiniju i Američkim Djevičanskim otocima, kao i u britanskim zavisnim područjima Angvila, Britanski Djevičanski otoci i Montserrat.

## Angvila
- Kotarska velika loža Barbadosa i istočnih Kariba (engl. District Grand Lodge of Barbados and the Eastern Caribbean), skraćeno DGLBEC,[2] je kotarska velika loža u strukturi Ujedinjene velike lože Engleske (UGLE) koja djeluje Angvili te u Barbadosu, Antigvi i Barbudi, Dominiki, Grenadi, Svetoj Luciji, Svetom Vincentu i Grenadiniju i Američkim Djevičanskim otocima, kao i u britanskim zavisnim područjima Britanski Djevičanski otoci i Montserrat.

## Bahami
- Prince Hall velika loža Zajednice Bahamâ (engl. Prince Hall Grand Lodge of the Commonwealth of the Bahamas)[3] je Prince Hall regularna velika loža u Bahamima. Članstvo: PHA.
- Kotarska velika loža Bahamâ i Turksa (District Grand Lodge of Bahamas and Turks)[4] je kotarska velika loža u strukturi Ujedinjene velike lože Engleske (UGLE) koja djeluje u Bahamima i otoku Turks.
- Kotarska velika loža Bahamâ (District Grand Lodge of the Bahamas)[5] je kotarska velika loža u strukturi Velike lože Škotske (GLS) koja djeluje u Bahamima.
- Pokrajinska velika loža Jamajke i Bahama (Provincial Grand Lodge of Jamaica and the Bahamas)[6] je pokrajinska velika loža u strukturi Velike lože Irske (GLI) koja djeluje u Jamajci i Bahamima.
- Velika spokojna loža Bahamâ i Kariba (Serenity Grand Lodge the Bahamas and the Caribbean). Članstvo: SOGLIA.

## Barbados
- Prince Hall velika loža Kariba i jurisdikcija (engl. Prince Hall Grand Lodge of the Caribbean and its Jurisdiction), skraćeno PHGLC,[1] je Prince Hall regularna velika loža u Barbadosu, kao i Antigvi i Barbudi, Gvadalupeu, Gvajani, Martiniku, Svetoj Luciji, nizozemskom Svetom Martinu i Američkim Djevičanskim otocima. Članstvo: PHA.
- Kotarska velika loža Barbadosa i istočnih Kariba (District Grand Lodge of Barbados and the Eastern Caribbean), skraćeno DGLBEC,[2] je kotarska velika loža u strukturi Ujedinjene velike lože Engleske (UGLE) koja djeluje u Barbadosu te u Antigvi i Barbudi, Dominiki, Grenadi, Svetoj Luciji, Svetom Vincentu i Grenadiniju i Američkim Djevičanskim otocima, kao i u britanskim zavisnim područjima Angvila, Britanski Djevičanski otoci i Montserrat.
- Kotarska velika loža Barbadosa (District Grand Lodge of Barbados)[7] je kotarska velika loža u strukturi Velike lože Škotske (GLS) koja djeluje u Barbadosu.

## Belize
- Velika loža Belizea (engl. Grand Lodge of Belize)[8] je regularna velika loža u Belizeu.
- Velika loža unije Floride i Belizea (Union Grand Lodge of State of Florida and Belize)[9] je regularna velika loža u Belizeu, kao i u američkoj saveznoj državi Florida.
- Prva velika loža Belizea (First Grand Lodge of Belize).[10]

## Bermudi
- Kotarska velika loža Bermuda (engl. District Grand Lodge of Bermuda), skraćeno DGLBda,[11] je kotarska velika loža u strukturi Ujedinjene velike lože Engleske (UGLE) koja djeluje u Bermudima.
- Veliko nadstojništvo Bermuda (Grand Superintendent of Bermuda) je veliko nadstojništvo u Bermudima u strukturi Velike lože Škotske (GLS).
- Pokrajinska velika loža Bermuda (Provincial Grand Lodge of Bermuda) je pokrajinska velika loža u strukturi Velike lože Irske (GLI) koja djeluje u Bermudima.

## Bonaire
- Pokrajinska velika loža Kariba (nizo. Provinciale Grootloge Caribisch gebied) je pokrajinska velika loža u strukturi Velikog orijenta Nizozemske (GON) koja djeluje u Zemlji Sveti Martin i ABC otocima.

## Britanski Djevičanski otoci
- Kotarska velika loža Barbadosa i istočnih Kariba (engl. District Grand Lodge of Barbados and the Eastern Caribbean), skraćeno DGLBEC,[2] je kotarska velika loža u strukturi Ujedinjene velike lože Engleske (UGLE) koja djeluje u Britanskim Djevičanskim otocima te u Barbadosu, Antigvi i Barbudi, Dominiki, Grenadi, Svetoj Luciji, Svetom Vincentu i Grenadiniju i Američkim Djevičanskim otocima, kao i u britanskim zavisnim područjima Angvila i Montserrat.

## Curaçao
- Pokrajinska velika loža Kariba (nizo. Provinciale Grootloge Caribisch gebied) je pokrajinska velika loža u strukturi Velikog orijenta Nizozemske (GON) koja djeluje u Zemlji Sveti Martin i ABC otocima.

## Dominika
- Kotarska velika loža Barbadosa i istočnih Kariba (engl. District Grand Lodge of Barbados and the Eastern Caribbean), skraćeno DGLBEC,[2] je kotarska velika loža u strukturi Ujedinjene velike lože Engleske (UGLE) koja djeluje Dominiki te Barbadosu, Antigvi i Barbudi, Grenadi, Svetoj Luciji, Svetom Vincentu i Grenadiniju i Američkim Djevičanskim otocima, kao i u britanskim zavisnim područjima Angvila, Britanski Djevičanski otoci i Montserrat.

## Dominikanska Republika
- Velika loža Dominikanske Republike (španj. Gran Logia de la República Dominicana) je regularna velika loža u Dominikanskoj Republici. Članstvo: CMI.
- Dominikanski red slobodnih zidara – Velika masonska loža Dominikanske Republike (Orden Dominicana de Francmasones – Gran Logia Masónica de la República Dominicana). Članstvo: SOGLIA.
- Velika nacionalna loža Dominikanske Republike (Gran Logia Nacional), skraćeno GLN,[12] je muška velika loža.
- Velika loža Francuske ima svoje lože u Dominikanskoj Republici.

## Grenada
- Kotarska velika loža Barbadosa i istočnih Kariba (engl. District Grand Lodge of Barbados and the Eastern Caribbean), skraćeno DGLBEC,[2] je kotarska velika loža u strukturi Ujedinjene velike lože Engleske (UGLE) koja djeluje Grenadi te Barbadosu, Antigvi i Barbudi, Dominiki, Svetoj Luciji, Svetom Vincentu i Grenadiniju i Američkim Djevičanskim otocima, kao i u britanskim zavisnim područjima Angvila, Britanski Djevičanski otoci i Montserrat.
- Kotarska velika loža Trinidada i Tobaga i Grenade (District Grand Lodge of Trinidad and Tobago and Grenada), skraćeno DGLTTG,[13] je kotarska velika loža u strukturi Velike lože Škotske (GLS) koja djeluje u Trinidadu i Tobagu i Grenadi.

## Gvadalupa
- Prince Hall velika loža Kariba i jurisdikcija (engl. Prince Hall Grand Lodge of the Caribbean and its Jurisdiction), skraćeno PHGLC,[1] je Prince Hall regularna velika loža u francuskoj prekomorskoj pokrajini Gvadalupa, kao i Barbadosu, Antigvi i Barbudi, Gvajani, Martiniku, Svetoj Luciji, nizozemskom Svetom Martinu i Američkim Djevičanskim otocima.
- Pokrajina Gvadalupa i Sjvernih otoka (fran. Province de Guadeloupe-Îles du Nord) je administrativna regija u francuskoj prekomorskoj pokrajini Gvadalupa u strukturi Nacionalne velike lože Francuske (GLNF).[14]
- Velika loža Kariba (Grande Loge de la Caraïbe). Članstvo: CLIPSAS (bivši)
- Velika loža Francuske ima svoje lože u Gvadalupeu.

## Gvajana
- Prince Hall velika loža Kariba i jurisdikcija (engl. Prince Hall Grand Lodge of the Caribbean and its Jurisdiction), skraćeno PHGLC,[1] je Prince Hall regularna velika loža u Gvajani, kao i Barbadosu, Antigvi i Barbudi, Gvadalupeu, Martiniku, Svetoj Luciji, nizozemskom Svetom Martinu i Američkim Djevičanskim otocima.
- Kotarska velika loža Gvajane (District Grand Lodge of Guyana) je kotarska velika loža u strukturi Ujedinjene velike lože Engleske (UGLE) koja djeluje u Gvajani.
- Kotarska velika loža Gvajane (District Grand Lodge of Guyana) je kotarska velika loža u strukturi Velike lože Škotske (GLS) koja djeluje u Gvajani.
- Velika loža Francuske ima svoje lože u Gvajani.

## Gvatemala
- Velika loža Gvatemale (španj. Gran Logia de Guatemala)[15] je regularna velika loža u Gvatemali. Članstvo: CMI.

## Haiti
- Veliki orijent Haitija 1824. (fran. Grand Orient d'Haïti de 1824)[16] je regularna velika loža u Haitiju. Članstvo: CMI.
- Velika haićanska loža sv. Ivana u prekomorskom orijentima (Grande Loge Haitienne de St-Jean des Orients d'Outre-Mer), skraćeno GLHdSJ.[17] Članstvo: CLIPSAS.
- Velika loža Haitija 1961. (Grande loge d'Haïti de 1961; haić. Grande Loge d'Ayiti de 1961). Članstvo: CLIPSAS.
- Velika nacionalna loža Haitija (Grande Loge nationale d'Haïti). Članstvo: SOGLIA.

## Honduras
- Velika loža Hondurasa (španj. Gran Logia de Honduras) je regularna velika loža u Hondurasu. Članstvo: CMI.

## Jamajka
- Kotarska velika loža Jamajke i Kajmanskih otoka (engl. District Grand Lodge of Jamaica and the Cayman Islands)[18] je kotarska velika loža u strukturi Ujedinjene velike lože Engleske (UGLE) koja djeluje u Jamajci i Kajmanskim otocima.
- Kotarska velika loža Jamajke (District Grand Lodge of Jamaica) je kotarska velika loža u strukturi Velike lože Škotske (GLS) koja djeluje u Jamajci.
- Pokrajinska velika loža Jamajke i Bahama (Provincial Grand Lodge of Jamaica and the Bahamas)[6] je pokrajinska velika loža u strukturi Velike lože Irske (GLI) koja djeluje u Jamajci i Bahamima.

## Kajmanski otoci
- Kotarska velika loža Jamajke i Kajmanskih otoka (engl. District Grand Lodge of Jamaica and the Cayman Islands)[18] je kotarska velika loža u strukturi Ujedinjene velike lože Engleske (UGLE) koja djeluje u Jamajci i Kajmanskim otocima.

## Kostarika
- Velika loža Kostarike (španj. Gran Logia de Costa Rica)[19] je regularna velika loža u Kostarici. Članstvo: CMI.
- Velika loža Francuske ima svoje lože u Kostarici.

## Kuba
- Velika loža Kube (španj. Gran Logia de Cuba)[20][21] je regularna velika loža u Kubi. Članstvo: CMI.

## Martinik
- Prince Hall velika loža Kariba i jurisdikcija (engl. Prince Hall Grand Lodge of the Caribbean and its Jurisdiction), skraćeno PHGLC,[1] je Prince Hall regularna velika loža u francuskoj prekomorskoj pokrajini Martinik, kao i Barbadosu, Antigvi i Barbudi, Gvadalupeu, Gvajani, Svetoj Luciji, nizozemskom Svetom Martinu i Američkim Djevičanskim otocima.
- Pokrajina Martinik (fran. Province de la Martinique) je administrativna regija u francuskoj prekomorskoj pokrajini Martinik u strukturi Nacionalne velike lože Francuske (GLNF).[14]
- Velika loža Francuske ima svoje lože u Martiniku.

## Meksiko

### Regularni ustroj
- Jorčka velika loža Meksika (engl. York Grand Lodge of Mexico)[22] je regularna velika loža u Meksiku. Članstvo: COGMNA.
- Velika loža doline Meksika (Gran Logia Valle de México).[23] Članstvo: CMI.
- Regularne velike lože koje djeluju na razini saveznih država:
  -  Velika loža Države Aguascalientes "Edmundo Gámes Orozco" (Gran Logia del Estado de Aguascalientes "Edmundo Gámes Orozco")[24] djeluje u saveznoj državi Aguascalientes.
  -  Velika loža Države Baja California[a] (španj. Gran Logia de Estado "Baja California")[25] djeluje u saveznoj državi Baja California. Članstvo: CMI.
  -  Velika loža Države Baja California Sur (Gran Logia de Baja California Sur)[26] djeluje u saveznoj državi Baja California Sur. Članstvo: CMI.
  -  Velika loža Države Campeche (Gran Logia de Campeche) djeluje u saveznoj državi Campeche.
  -  Regularna i konfederativa velika loža Države Chiapas (Gran Logia Regular y Confederada del Estado de Chiapas)[27] djeluje u saveznoj državi Chiapas. Članstvo: CMI.
  -  Velika loža "Kozmos" Države Chihuahua (Gran Logia "Cosmos" del Estado de Chihuahua)[28] djeluje u saveznoj državi Chihuahua. Članstvo: CMI.
  -  Velika loža Grada Meksika (Gran Logia de la Ciudad de México), skraćeno GLCM,[29] djeluje u federalnom distriktu Ciudad de México. Članstvo: CMI.
  -  Velika loža "Benito Juárez" Države Coahuila[a] (Gran Logia "Benito Juárez" del Estado de Coahuila) djeluje u saveznoj državi Coahuila. Članstvo: CMI. Nosi naziv popolitičaru Benitu Juárezu.
  -  Velika loža "Jugozapad" Države Colima (Gran Logia "Suroeste" del Estado de Colima) djeluje u saveznoj državi Colima. Članstvo: CMI.
  -  Velika loža "Guadalupe Victoria" Države Durango (Gran Logia "Guadalupe Victoria" del Estado de Durango) djeluje u saveznoj državi Durango. Članstvo: CMI.
  -  Velika loža Države Guanajuato (Gran Logia del Estado de Guanajuato) djeluje u saveznoj državi Guanajuato.
  -  Velika loža Države Guerrero (Gran Logia del Estado de Guerrero) djeluje u saveznoj državi Guerrero.
  -  Velika loža Države Hidalgo (Gran Logia del Estado de Hidalgo) djeluje u saveznoj državi Hidalgo. Članstvo: CMI.
  -  Velika loža "Zapadni Meksiko" Države Jalisco[a] (Gran Logia "Occidental Mexicana" del Estado de Jalisco)[30] djeluje u saveznoj državi Jalisco. Članstvo: CMI.
  -  Velika loža Države Meksiko (Gran Logia del Estado de Mexico)[31] djeluje u saveznoj državi Meksiko.
  -  Velika loža Michoacána "Lazaro Cardenas" (Gran Logia Michoacana "Lázaro Cárdenas") djeluje u saveznoj državi Michoacán. Članstvo: CMI. Nosi naziv po državniku Lazaru Cardenasu.
  -  Velika loža Države Morelos (Gran Logia del Estado de Morelos)[32] djeluje u saveznoj državi Morelos. Članstvo: CMSA.
  -  Velika loža Države Nayarit (Gran Logia del Estado de Nayarit), skraćeno GLEN,[33] djeluje u saveznoj državi Nayarit. Članstvo: CMI.
  -  Velika loža Države Nuevo León[a] (Gran Logia del Estado de Nuevo León)[34] djeluje u saveznoj državi Nuevo León. Članstvo: CMI.
  -  Velika loža "Benito Juárez" Države Oaxaca (Gran Logia "Benito Juárez García" del Estado de Oaxaca) djeluje u saveznoj državi Oaxaca. Članstvo: CMI. Nosi naziv popolitičaru Benitu Juárezu.
  -  Velika loža "Časna vojska orijenta" Države Puebla[a] (Gran Logia "Benemerito Ejercito de Oriente" del Estado de Puebla)[35] djeluje u saveznoj državi Puebla. Članstvo: CMI.
  -  Velika loža Države Querétaro (Gran Logia del Estado de Querétaro)[36] djeluje u saveznoj državi Querétaro. Članstvo: CMI.
  -  Velika loža Države "Andrés Quintana Roo" (Gran Logia del Estado "Andrés Quintana Roo")[37] djeluje u saveznoj državi Quintana Roo. Članstvo: CMI.
  -  Velika loža suverene i neovisne Države San Luis Potosi[a] (Gran Logia de Estado Soberana e Independiente "El Potosí")[38] djeluje u saveznoj državi San Luis Potosí. Članstvo: CMI.
  -  Velika loža Države Sinaloa (Gran Logia de Sinaloa) djeluje u saveznoj državi Sinaloa. Članstvo: CMI.
  -  Velika loža "Pacifik" Države Sonora (Gran Logia "Pacífico" del Estado de Sonora) djeluje u saveznoj državi Sonora. Članstvo: CMI.
  -  Velika loža Države Tabasco "Restauracija" (Gran Logia de Estado de Tabasco "Restauración") djeluje u saveznoj državi Tabasco. Članstvo: CMI.
  -  Velika loža Države Tamaulipas[a] (Gran Logia de Tamaulipas)[39] djeluje u saveznoj državi Tamaulipas. Članstvo: CMI.
  -  Ujedinjena meksička velika loža u Velikom orijentu Veracruza[a] (Gran Logia Unida Mexicana del Gran Oriente de Veracruz)[40] djeluje u saveznoj državi Veracruz. Članstvo: CMI.
  -  Ujedinjena velika loža "Istočni poluotok" Države Yucatán (Gran Logia Unida "La Oriental Peninsular" del Estado de Yucatan)[41] djeluje u saveznoj državi Yucatán. Članstvo: CMI.
  -  Velika loža "Jesús González Ortega" Države Zacatecas (Gran Logia "Jesús González Ortega" del Estado de Zacatecas) djeluje u saveznoj državi Zacatecas.

### Kontinentalni ustroj
- Veliki meksički nacionalni orijent (Gran Oriente Nacional Mexicano). Članstvo: CLIPSAS.
- Veliki orijent Meksika (Grande Oriente de México), skraćeno GOdM.[42] Članstvo: CLIPSAS (bivši).
- Velika regularna jorčka loža Meksika (Gran Logia Regular York de México).[43] Članstvo: SOGLIA.
- Meksička pionirska federacija "Le Droit Humain" je ogranak međunaronog Le Droit Humain-a.
- Velika ujedinjena ženska loža "Meksička duša" (Gran Logia Unida Femenina "Alma Mexicana").[44]
- Veliki ženski orijent Duranga (Gran Oriente Femenino de Durango) djeluje u saveznoj državi Durango.[45][b]
- Velika regularna loža Države Guerrero (Gran Logia Regular del Estado de Guerrero) djeluje u saveznoj državi Guerrero. Članstvo: SOGLIA (bivši).
- Veliki orijent "Tarhatzkua" Michoacána (Gran Oriente "Tarhatzkua" de Michoacán) je ženska velika loža koja djeluje u saveznoj državi Michoacán.[45][b]
- Velika ujedinjena ženska loža Tabasca (Gran Logia Femenina Unida de Tabasco) djeluje u saveznoj državi Tabasco.[45][b]
- Veliki ženski orijent Veracruza (Gran Oriente Femenino de Veracruz) djeluje u saveznoj državi Veracruz.[45][b]
- Velika ženska loža "Slodoba i jedinstvo" Države Zacatecas (Gran Logia Femenina "Libre y Unida" del Estado de Zacatecas) djeluje u saveznoj državi Zacatecas.[45][b]

## Montserrat
- Kotarska velika loža Barbadosa i istočnih Kariba (engl. District Grand Lodge of Barbados and the Eastern Caribbean), skraćeno DGLBEC,[2] je kotarska velika loža u strukturi Ujedinjene velike lože Engleske (UGLE) koja djeluje Montserratu te u Barbadosu, Antigvi i Barbudi, Dominiki, Grenadi, Svetoj Luciji, Svetom Vincentu i Grenadiniju i Američkim Djevičanskim otocima, kao i u britanskim zavisnim područjima Angvila i Britanski Djevičanski otoci.

## Nikaragva
- Velika loža Nikaragve (španj. Gran Logia de Nicaragua)[47] je muška velika loža u Nikaragvi. Članstvo: CMI.
- Velika simbolička loža Nikaragve (Gran Logia Simbólica de Nicaragua) je osnovana 2005. godine. Članstvo: CMSA.

## Panama
- Velika loža Paname (španj. Gran Logia de Panamá)[48] je regularna velika loža u Panami. Članstvo: CMB.
- Veliko nadstojništvo Paname (engl. Grand Superintendent of Panama) je veliko nadstojništvo u Panami u strukturi Velike lože Škotske (GLS).

## Portoriko
- Velika loža Portorika (španj. Gran Logia de Puerto Rico) je regularna velika loža u Portoriku. Članstvo: CMI i COGMNA.
- Velika suverena loža Portorika (Gran Logia Soberana de Puerto Rico).[49]
- Velika mješovita loža Portorika (Gran Logia Mixta de Puerto Rico). Članstvo: CLIPSAS (bivši).

## Salvador
- Velika loža Cuscatlana u Salvadoru (španj. Gran Logia Cuscatlán de El Salvador)[50] je regularna velika loža u Salvadoru. Članstvo: CMI.
- Veliki orijent Salvadora (Gran Oriente de El Salvador). Članstvo: CLIPSAS (bivši).[51]

## Sveta Lucija
- Prince Hall velika loža Kariba i jurisdikcija (engl. Prince Hall Grand Lodge of the Caribbean and its Jurisdiction), skraćeno PHGLC,[1] je Prince Hall regularna velika loža u Svetoj Luciji, kao i Barbadosu, Antigvi i Barbudi, Gvadalupeu, Gvajani, Martiniku, nizozemskom Svetom Martinu i Američkim Djevičanskim otocima.
- Kotarska velika loža Barbadosa i istočnih Kariba (District Grand Lodge of Barbados and the Eastern Caribbean), skraćeno DGLBEC,[2] je kotarska velika loža u strukturi Ujedinjene velike lože Engleske (UGLE) koja djeluje Svetoj Luciji te Barbadosu, Antigvi i Barbudi, Dominiki, Grenadi, Svetom Vincentu i Grenadiniju i Američkim Djevičanskim otocima, kao i u britanskim zavisnim područjima Angvila, Britanski Djevičanski otoci i Montserrat.

## Sveti Martin
- Prince Hall velika loža Kariba i jurisdikcija (engl. Prince Hall Grand Lodge of the Caribbean and its Jurisdiction), skraćeno PHGLC,[1] je Prince Hall regularna velika loža u nizozemskoj karipskoj pokrajini Zemlji Sveti Martin, kao i u Barbadosu, Antigvi i Barbudi, Gvadalupeu, Gvajani, Martiniku, Svetoj Luciji i Američkim Djevičanskim otocima.
- Pokrajinska velika loža Kariba (nizo. Provinciale Grootloge Caribisch gebied) je pokrajinska velika loža u strukturi Velikog orijenta Nizozemske (GON) koja djeluje u Zemlji Sveti Martin i ABC otocima.
- Velika loža Francuske ima svoje lože u Zemlji Sveti Martin.

## Sveti Vincent i Grenadini
- Kotarska velika loža Barbadosa i istočnih Kariba (engl. District Grand Lodge of Barbados and the Eastern Caribbean), skraćeno DGLBEC,[2] je kotarska velika loža u strukturi Ujedinjene velike lože Engleske (UGLE) koja djeluje Svetom Vincentu i Grenadiniju te Barbadosu, Antigvi i Barbudi, Dominiki, Grenadi, Svetoj Luciji i Američkim Djevičanskim otocima, kao i u britanskim zavisnim područjima Angvila, Britanski Djevičanski otoci i Montserrat.

## Trinidad i Tobago
- Kotarska velika loža Trinidada i Tobaga (engl. District Grand Lodge of Trinidad and Tobago) je kotarska velika loža u strukturi Ujedinjene velike lože Engleske (UGLE) koja djeluje u Trinidadu i Tobagu.
- Kotarska velika loža Trinidada i Tobaga i Grenade (District Grand Lodge of Trinidad and Tobago and Grenada), skraćeno DGLTTG,[13] je kotarska velika loža u strukturi Velike lože Škotske (GLS) koja djeluje u Trinidadu i Tobagu i Grenadi.